# Copiphana mahuzzim
Copiphana mahuzzim är en fjärilsart som beskrevs av Charles Oberthür 1913. Copiphana mahuzzim ingår i släktet Copiphana och familjen nattflyn. Inga underarter finns listade i Catalogue of Life.